# Мирополье (Черкасская область)
Мирополье (укр. Миропілля) — село в Корсунь-Шевченковском районе Черкасской области Украины.
Население по переписи 2001 года составляло 187 человек. Почтовый индекс — 19432. Телефонный код — 4735.

## Местный совет
19432, Черкасская обл., Корсунь-Шевченковский р-н, с. Кошмак